# Rangi y Papa

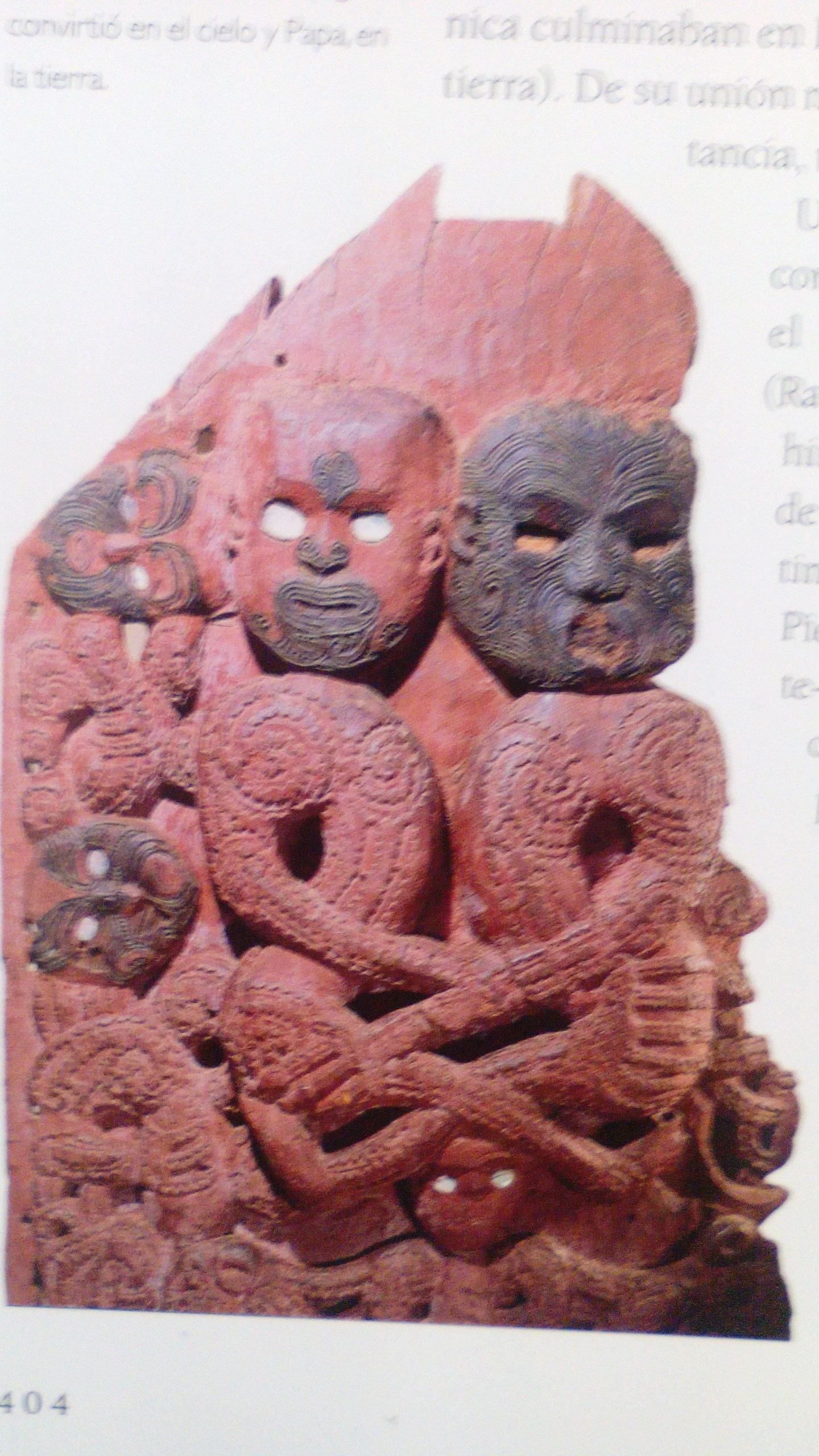
Rangi y Papa

Rangi y Papa son los nombres de los dos dioses de la Mitología maorí. La mayoría de las versiones de la genealogía cosmogónica culminaban en Rangi (Padre Cielo) y Papa (Madre Tierra). De su unión nacieron los dioses y, en última instancia, toda la vida en la tierra.

## Rangi
Un canto tradicional alude a Rangi como el Gran Padre Cielo (Ranginui), el Padre Cielo que todo lo abarca (Rangiroa), los Vientos del Cielo (Tawhirirangi), los Vientos Insufladores de Vida (Te Hauwhakaroa) y, por último, los Vientos que Acarician la Piel de los Seres (Te Hau-e-pangia-te-kiri-o-te-tangata).

## Papa
Se alude a Papa como la Madre tierra Aplastada por los Ancestros (Te Papa-i-ta-ka-takahia-e-nga-matua-tupuna), la Madre tierra como Recordatorio de los Ancestros (Te-Papa-i-wai-hotia-e-ra-tou-ma), la Madre tierra que se extiende hasta el Alba (Te-Papa-e-maroro-ki-te-itinga), la Madre tierra que se extiende hasta el Crepúsculo (Te-Papa-e-maroro-ki-te-opunga), la Madre Tierra que Abraza y Consuelaa todos los Seres (Te Papa-awhiawhi-e-awhiana-i-a-tatou), la Madre tierra sobre la Tierra (Papa-tuanuku) y, por último, la Madre tierra bajo los Cielos (Papa-tuarangi).

## Padre Cielo y Madre Tierra
El concepto de Padre Cielo y Madre Tierra está muy arraigado en la religión y el pensamiento filosófico polinesios. En Samoa, Tangaloa-lagi era el Dios de los Cielos, Papatu era el Padre Montaña, y Papa´ele era la Madre Tierra. En Hawái, Rarotonga y Tahití, Atea (Wakea en Hawái) representaba al Padre Cielo. En Hawái, Papa era la Madre Tierra; en Tahití, ésta era Papa-tu´oi y Papa-raharaha, la Tierra Insufladora de Vida; en Rarotonga era Papa-i-te-itinga y Papa-i-te-opunga, la Madre Tierra en el Alba y en el Crepúsulo.

## La Separación
El relato más extenso del Padre Cielo y la Madre Tierra procede de las tribus Te Arawa del centro de la isla del Norte de Aotearoa - Nueva Zelanda. Según esta tradición, el Padre Cielo y la Madre Tierra primigenios provocaron la oscuridad con la cópula de sus cuerpos en el acto de la procreación. Sus hijos ansiaban que la luz penetrara en el mundo para que ellos y sus descendientes pudiesen florecer. Algunos de los hijos tramaron matar a los padres, pero uno de los hijos, Tawhirimatea (dios del viento y las tormentas), se apiadó de sus padres y dijo que no había que matarlos, sino sólo separarlos. Uno a uno, Rongo (dios de los alimentos cultivados), Haumia (dios de los alimentos no cultivados), Tangaroa (dios de los océanos) y Tu (dios de la guerra, o la conciencia marcial humana), intentaron en vano separar a sus padres. A continuación, Tane (dios de los bosques) se tumbó de espaldas, empujó hacia arriba fuertemente con los pies y poco a poco los separó, hasta que uno quedó arriba y el otro, debajo. La separaciónde la Madre Tierra del Padre Cielo por parte de Tane creó el Te Ao-marama (el mundo de la luz).